# Comté d'Archer
Le comté d'Archer, en anglais : Archer County,  est un comté de l'État du Texas aux États-Unis. Selon le recensement des États-Unis de 2020, sa population est de 8 560 habitants. Fondé le 22 janvier 1858, le siège de comté est la ville d'Archer City. Il est nommé en référence à Branch Tanner Archer (en), législateur et secrétaire de la guerre de la république du Texas.

## Organisation du comté
Le comté est fondé le 22 janvier 1858, à partir des terres du comté de Young. Il est définitivement organisé et autonome le 27 juillet 1880. Il est baptisé en l'honneur de Branch Tanner Archer (en), législateur et secrétaire de la guerre de la république du Texas,.

## Géographie

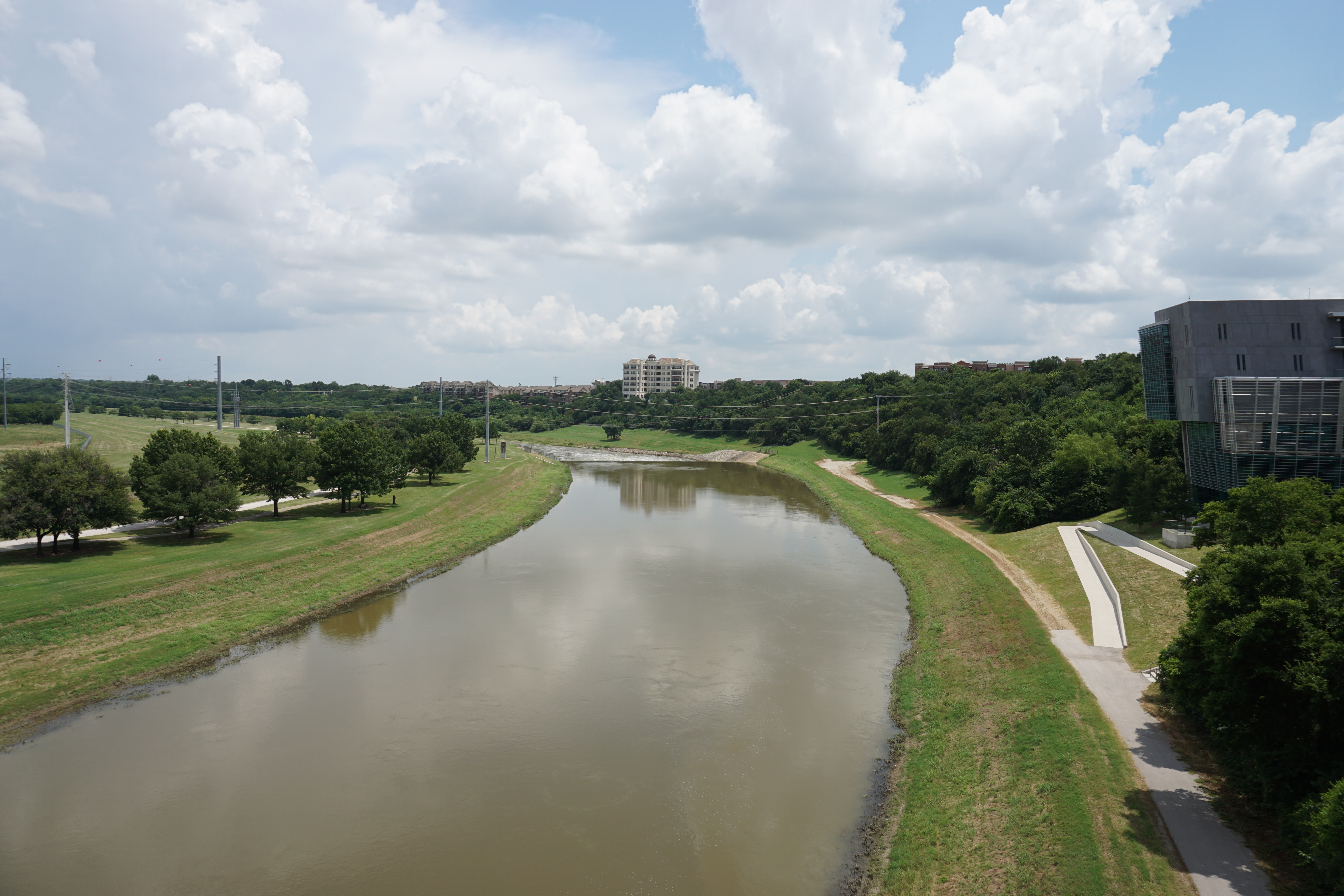
Le fleuve Trinity au Texas.

Le comté d'Archer est situé au nord de la partie centrale du Texas, aux États-Unis,. Il a une superficie totale de 2 396,74 km2, composé de 2 339 km2 de terres et de 57,7 km2 de zones aquatiques.  
Il est composé de plaines et de prairies. D'importants gisements de pétrole, de gaz, de cuivre et des zones sableuses et de graviers constituent les ressources naturelles de ce comté plutôt agricole. La rivière Wichita (en), le bras Ouest du fleuve Trinity et le fleuve Brazos drainent le comté d'Archer. 
La rivière Big Wichita aboutit dans l'angle nord-ouest du comté où se trouve le barrage de dérivation du système d'irrigation de la vallée de Wichita. Les lacs Wichita, Kickapoo (en) et Arrowhead fournissent de l'eau douce aux villes du comté et à Wichita Falls. 
L'altitude varie de 274 m à 426 m. Les températures moyennes varient de −2,2 °C à 36,6 °C. Les précipitations moyennes sont de 635 mm par an.

## Comtés adjacents
| Comté de Wilbarger | Comté de Wichita |               |
| Comté de Baylor    | comté d'Archer   | Comté de Clay |
|                    | Comté de Young   | Comté de Jack |

## Démographie
Lors du recensement de 2010, le comté comptait une population de 9 054 habitants. Elle est estimée, en 2017, à 8 809 habitants,.
| Groupes           | Comté d'Archer | Texas | États-Unis |
| ----------------- | -------------- | ----- | ---------- |
| Blancs            | 93,9           | 70,4  | 72,4       |
| Autres            | 3,3            | 10,6  | 6,4        |
| Métis             | 1,5            | 2,5   | 2,7        |
| Amérindiens       | 0,7            | 0,7   | 0,9        |
| Afro-Américains   | 0,4            | 11,9  | 12,6       |
| Asiatiques        | 0,2            | 3,8   | 4,8        |
| Total             | 100            | 100   | 100        |
|                   |                |       |            |
| Latino-Américains | 7,5            | 37,6  | 16,7       |

Pyramide des âges du comté d'Archer (2000).

Selon l'American Community Survey, pour la période 2011-2015, 93,19 % de la population âgée de plus de 5 ans déclare parler anglais à la maison, alors que 6,49 % déclare parler l’espagnol et 0,32 % une autre langue.